# 앨런 튜딕
앨런 튜딕(Alan Tudyk, 1971년 3월 16일 ~ )은 미국의 배우이다.

## 출연 작품
- 28일 동안 (2000)
- 기사 윌리엄 (2001)
- 아이, 로봇 (2004)
- 피구의 제왕 (2004)
- 세레니티 (2005)
- 3:10 투 유마 (2007)
- Mr. 후 아 유 (2007)
- 터커 & 데일 Vs 이블 (2010)
- 트랜스포머: 달의 어둠 (2011)
- 42 (2013)
- 빅 히어로 (2014) - 애니메이션
- 트럼보 (2015)
- 메이즈 러너: 스코치 트라이얼 (2015)
- 로그 원: 스타워즈 스토리 (2016)
- 주토피아 (2016) - 애니메이션
- 모아나 (2016) - 애니메이션
- 주먹왕 랄프 2: 인터넷 속으로 (2018) - 노스모어 역 (애니메이션)
- 알라딘 (2019) - 이아고 역 (목소리)
- 라야와 마지막 드래곤 (2021) - 툭툭 역 (애니메이션)
- 위시 (2023) - 발렌티노 역 (애니메이션)
- 피터팬 & 웬디 (2023) - 미스터 달링 역

### 텔레비전
- 파이어플라이 (2002-03)
- 못말리는 패밀리 (2005, 2013, 2019)
- 돌하우스 (2009-10)
- 아메리칸 대드! (2011, 2013, 2016-현재) - 애니메이션
- 서버가토리 (2011-14)
- 프린세스 스타의 모험일기 (2015-19) - 루도, 리버 버터플라이 역 (애니메이션)
- 빅 히어로 시리즈 (2017-21) - 애니메이션
- 둠 패트롤 (2019)
- 레지던트 에일리언 (2021-현재)